# Efekt Unruha
Efekt Unruha – efekt polegający na tym, że obserwator poruszający się z przyspieszeniem będzie w stanie wykryć promieniowanie ciała doskonale czarnego, kiedy obserwator stacjonarny nie będzie obserwował takiego promieniowania. Innymi słowy, obserwator niepodlegający przyspieszeniu (stacjonarny) może nie widzieć w danej przestrzeni żadnych cząstek, daną przestrzeń wypełnia dla niego jedynie próżnia kwantowa, ale przyspieszający obserwator będzie w stanie w danej przestrzeni obserwować istniejące cząstki. Według równania opisującego efekt Unruha, liczba cząstek obserwowanych w danym polu kwantowym jest zależna od przyspieszenia obserwatora – im większe przyspieszenie, tym więcej cząstek jest widocznych. W prosty sposób efekt może być opisany następującym eksperymentem myślowym – poruszany w próżni termometr (zakładając, że nic innego nie będzie wpływało na jego temperaturę) zarejestruje niezerową temperaturę, a będący w tej samej przestrzeni termometr stacjonarny będzie wskazywał zerową temperaturę.
Ściśle detektor termiczny poruszający się z przyspieszeniem {\displaystyle a} w próżni kwantowej w temperaturze zera bezwzględnego zarejestruje ją jako przestrzeń wypełnioną promieniowaniem o temperaturze
{\displaystyle T={\frac {\hbar \,a}{2\pi k_{\text{B}}c}},}
a więc wypełnioną głównie kwantami o energii
{\displaystyle E=\hbar \omega ={\frac {\hbar \,a}{2\pi c}},}
tzn. częstości
{\displaystyle \omega ={\frac {a}{2\pi c}}={\frac {1}{2\pi t}}.}
Okres tego promieniowania jest więc proporcjonalny z małym współczynnikiem do czasu {\displaystyle t=c/a,} tzn. czasu w jakim detektor ten osiąga nierelatywistycznie prędkość światła {\displaystyle c,} a więc żeby był obserwowalny np. dla temperatur pokojowych przyspieszenie to musi być gigantyczne.
Zgodnie z tzw. silną zasadą równoważności efekt powinien być obserwowalny zarówno dla detektora poruszającego się z przyspieszeniem, jak też dla detektora w polu grawitacyjnym ciała masywnego, którego spadkowi swobodnemu opiera się ten detektor, tzn. np. na powierzchni Ziemi. Znaczy to, że ciała w polach grawitacyjnych, w których spadkowi swobodnemu się opierają, same nagrzewają się. Podstawiając do wzoru na temperaturę Unruha np. przyspieszenie ziemskie {\displaystyle a=g=9{,}81{\text{m/s}}^{2},} otrzymujemy efektywną temperaturę próżni na powierzchni Ziemi z powodu efektu {\displaystyle T=3{,}89\times 10^{-20}} Kelwina, a więc tak małą, że całkowicie niemierzalną. Natomiast podstawiając przyspieszenie na powierzchni Schwarzschilda
{\displaystyle a=g_{schw}={\frac {GM}{R_{schw}^{2}}},}
gdzie:
{\displaystyle R_{\text{schw}}={\frac {2GM}{c^{2}}}}
jest promieniem Schwarzschilda.
Otrzymujemy dokładnie temperaturę Unruha równą temperaturze promieniowania Hawkinga czarnej dziury
{\displaystyle T={\frac {\hbar \,c^{3}}{8\pi Gk_{\text{B}}M}}.}
Używając związku wiążącego stałą grawitacji ze stałą Plancka
{\displaystyle G={\frac {4}{3{\sqrt[{38}]{2}}}}{\frac {\hbar c}{m_{e}^{2}}}\alpha ^{21},}
temperaturę tę możemy zapisać jako
{\displaystyle k_{\text{B}}T={\frac {3{\sqrt[{38}]{2}}}{32\pi }}{\frac {m_{e}c^{2}}{\alpha ^{21}}}{\frac {m_{e}}{M}}\approx 4{\frac {m_{e}c^{2}}{\alpha ^{20}}}{\frac {m_{e}}{M}}.}
Mimo że stosunek masy elektronu do masy czarnej dziury {\displaystyle m_{e}/M} jest normalnie znikomy (dla czarnej dziury o masie Słońca około {\displaystyle 0{,}5\times 10^{-62}}) gigantyczny czynnik wzmacniający {\displaystyle m_{e}c^{2}/\alpha ^{20}} odpowiadający temperaturze energii spoczynkowej elektronu, tzn. gigantycznej temperaturze połowy kwantu gamma kreującego parę elektron-pozytron (około {\displaystyle 1/2\times 10^{10}{\text{K}}}) pomnożonej przez odwrotność 20. potęgi stałej struktury subtelnej {\displaystyle \alpha } (około {\displaystyle 137^{20}\approx 0{,}5\times 10^{43}}) może powiększyć tę temperaturę do łatwo mierzalnej lub nawet gigantycznej. Wzór również oznacza, że paradoksalnie im lżejsza i mniejsza jest czarna dziura, tym większa jest jej temperatura Unruha (Hawkinga). Ponieważ czarna dziura promieniuje, a energia tego promieniowania nie może pochodzić z samej próżni, a jedynie ze spalania jej masy spoczynkowej, cząstka tak lekka jak cząstka Plancka, która też jest czarną dziurą, generując bardzo gorące, czyli bardzo energetyczne promieniowanie, wyparowałaby poprzez mechanizm Unruha-Hawkinga prawie natychmiast. Efekt przewiduje więc także, że istnieje krytyczna gęstość każdej materii, kiedy samoczynnie zaczyna ona podlegać spalaniu i eksplozji jądrowej.
Efekt został niezależnie opisany przez Fullinga (1973), Daviesa (1975) i Unruha (1976).
Ze względu na znikomość efektu dla przyspieszeń obiektów makroskopowych efekt możliwy jest do zaobserwowania dla pola elektromagnetycznego w laboratorium jedynie poprzez użycie jako detektora (deWitta) elektronu lub mionu albo poprzez obserwacje absorpcji spontanicznej w jego wewnętrznym stopniu swobody, spinie, bądź w widmie jego promieniowania jako dodatkowego promieniowania Hawkinga.
Rozwiązując temperaturę Unruha ze względu na przyśpieszenie, można je wyrazić jako
{\displaystyle a={\frac {2\pi ck_{\mathrm {B} }}{\hbar }}T=2\pi a_{\mathrm {P} }{\frac {T}{T_{\mathrm {P} }}},}
gdzie {\displaystyle a_{\mathrm {P} }} jest przyśpieszeniem Plancka, a {\displaystyle T_{\mathrm {P} }} jest temperaturą Plancka.

## Źródła
- Stephen A. Fulling, George E.A. Matsas: Unruh effect. Scholarpedia, 2014. [dostęp 2018-10-10]. (ang.).